# Acantholimon korolkovii
Acantholimon korolkovii är en triftväxtart som först beskrevs av Eduard August von Regel, och fick sitt nu gällande namn av Jevgenij Korovin. Acantholimon korolkovii ingår i släktet Acantholimon och familjen triftväxter. Inga underarter finns listade i Catalogue of Life.